# Montllobar (Fogars de Montclús)
El Montllobar és una muntanya de 1.460 metres que es troba al municipi de Fogars de Montclús, a la comarca del Vallès Oriental.